# Campionato italiano a squadre di calcio da tavolo 1987-1988 FICT
Al  campionato italiano di calcio da tavolo a squadre 1987-1988 F.I.C.T. parteciparono 21 squadre suddivise in 4 gironi che qualificavano le prime 3 per i Play-off ; la fase finale fu organizzato a Bologna.

## Risultati

### Prima Fase

#### Girone A
- La Mole Torino - Warriors Torino 3-1
- Valsangone Trana - A.C.T. Genova 0-5
- A.C.T. Genova - La Mole Torino 4-1
- Warriors Torino - National Genova 3-1
- La mole Torino - Valsangone Trana 5-0
- National Genova - A.C.T. Genova 1-4
- A.C.T. Genova - Warriors Torino 3-1
- Valsangone Trana - National Genova 1-3
- National Genova - La Mole Torino 2-3
- Warriors Torino - Valsangone Trana 5-0

#### Girone B
- Eagles Mestre - Libertas Tarvisio 5-0
- M.S.T. Trieste - Orange Trento 3-1
- Libertas Tarvisio - M.S.T. Trieste 0-3
- Orange Trento - Eagles Mestre 2-0
- Eagles Mestre - M.S.T. Trieste 0-5
- Orange Trento - Libertas Tarvisio 3-0

#### Girone C
- Perugia - Ternana 3-0
- Csen Bologna - Bottini Genova 4-0
- Ternana - Csen Bologna 0-3
- Bottini Genova - Perugia 4-1
- Perugia - Csen Bologna 4-1
- Bottini Genova - Ternana 4-1

#### Girone D
- A.C.T. Urbino - Adriatico Pescara 0-5
- Chicolandia Chieti - Laterza Bari 2-1
- Adriatico Pescara - Chicolandia Chieti 1-1
- Laterza Bari - A.C.T. Urbino 3-1
- A.C.T. Urbino - Chicolandia Chieti 0-3
- Laterza Bari - Adriatico Pescara 2-3

### Ottavi di Finale
- Warriors Torino - Trento 3-2
- Chicolandia Chieti - Bottini Genova 3-2
- Torino - Jagermeister Mestre 3-2
- Laterza Bari - Perugia 5-0 (a tavolino)

### Quarti di Finale
- Genova - Warriors Torino 5-0
- CSEN Bologna - Chicolandia Chieti  5-0
- Torino -San Vito Trieste 3-2
- Adriatico Pescara  - Laterza Bari 4-0

### Semifinali
- Genova- CSEN Bologna 3-2 (andata) - 1-2 (ritorno)
- Adriatico Pescara -SAI Torino 5-0 (andata) - 2-2 (ritorno)

### Finale
|  | Adriatico Pescara  | CSEN Bologna   | 3-2 |
|  | ------------------ | -------------- | --- |
|  | Golini Virgilio    | Frignani Renzo | 1-4 |
|  | Di Vincenzo Andrea | Casali Paolo   | 3-2 |
|  | Semproni Igor      | Li Pera Marco  | 2-0 |
|  | Di Vincenzo Andrea | Frignani Renzo | 3-4 |
|  | Golini Virgilio    | Casali Paolo   | 3-1 |